# 学校暦
学校暦（がっこうれき）とは、幼稚園から大学にいたるまでの学校で作成される、各学校ごとの年間の予定カレンダーのことである。

## 概要
内容としては、一般的に学校行事（家庭訪問、健康診断、校外学習、遠足、運動会、文化祭、修学旅行など）、学校の祝祭日、長期休暇などを網羅する。
学校暦には、児童・生徒・学生にかかわるものだけでなく、教職員、学校運営にかかわるものも記載される。たとえば、着任式、離任式、教員会議、運営会議、入学試験、保護者会など。これらの内、児童・生徒・学生や保護者にかかわるものだけを抜き出して、保護者用の学校暦として配布、公開している。
日本の高等学校・中学校・小学校では、その期間として4月から翌年3月末までを一つの年度と設定し、さらに年度を3つの学期に分割する3学期制が広く行われてきた。これは、1901年の小学校令施行規則・1902年の中学校令施行規則などにより定められたものであり、それ以前は欧米同様に9月開始の年度が多かったという。また、2000年代に入ってからは、大学等で行われている2学期制を導入する学校も増えてきている。
英語では、School Calendar、あるいはSchool Year Calendarと表記する。個々の学校のほか監督官庁などでも作成するが、その場合は登校日日数、授業時間数などの数字が主要なものとなり、個々の学校が作成する場合には、School District Calendarなどと表記して、監督官庁のものと区別する。

## 学校暦の記載例・小学校の例
- 4月
  - 着任式、始業式
  - 入学式
  - 歓迎遠足
  - PTA総会
  - 家庭訪問
  - 身体検査
- 5月
  - 運動会
- 6月
  - プール掃除
  - 歯磨き指導
- 7月
  - 学校フェスティバル
  - 授業参観
  - 終業式
- 8月
  - 臨海学校
- 9月
  - 始業式
  - 水泳大会
  - 野外体験学習
- 10月
  - 授業参観
  - 修学旅行
- 11月
  - マラソン大会
- 12月
  - 終業式
- 1月
  - 始業式
  - 書初め大会
- 2月
  - 授業参観
  - 中学入学説明会
- 3月
  - 卒業式
  - 離任式、終業式